# Gerhard Tappen
Dietrich Gerhard Emil Theodor Tappen, född den 3 juli 1866 i Esens, död den 28 maj 1953 i Goslar, var en tysk militär.
Tappen blev 1886 officer vid fältartilleriet och 1899 kapten vid generalstaben, där han vann sin vidare befordran. År 1915 blev han, som överste, chef för operationsavdelningen i stora högkvarteret. Samma år blev han generalmajor. Åren 1915–1918 var han generalstabschef vid armégruppen Mackensen. År 1919 erhöll han avsked och blev då generallöjtnant. Tappen nämns som en av den tyska härens mest framstående stabschefer under första världskriget. Han skrev Bis zur Marne (2 upplagor 1920).